# Список затонулих атомних підводних човнів

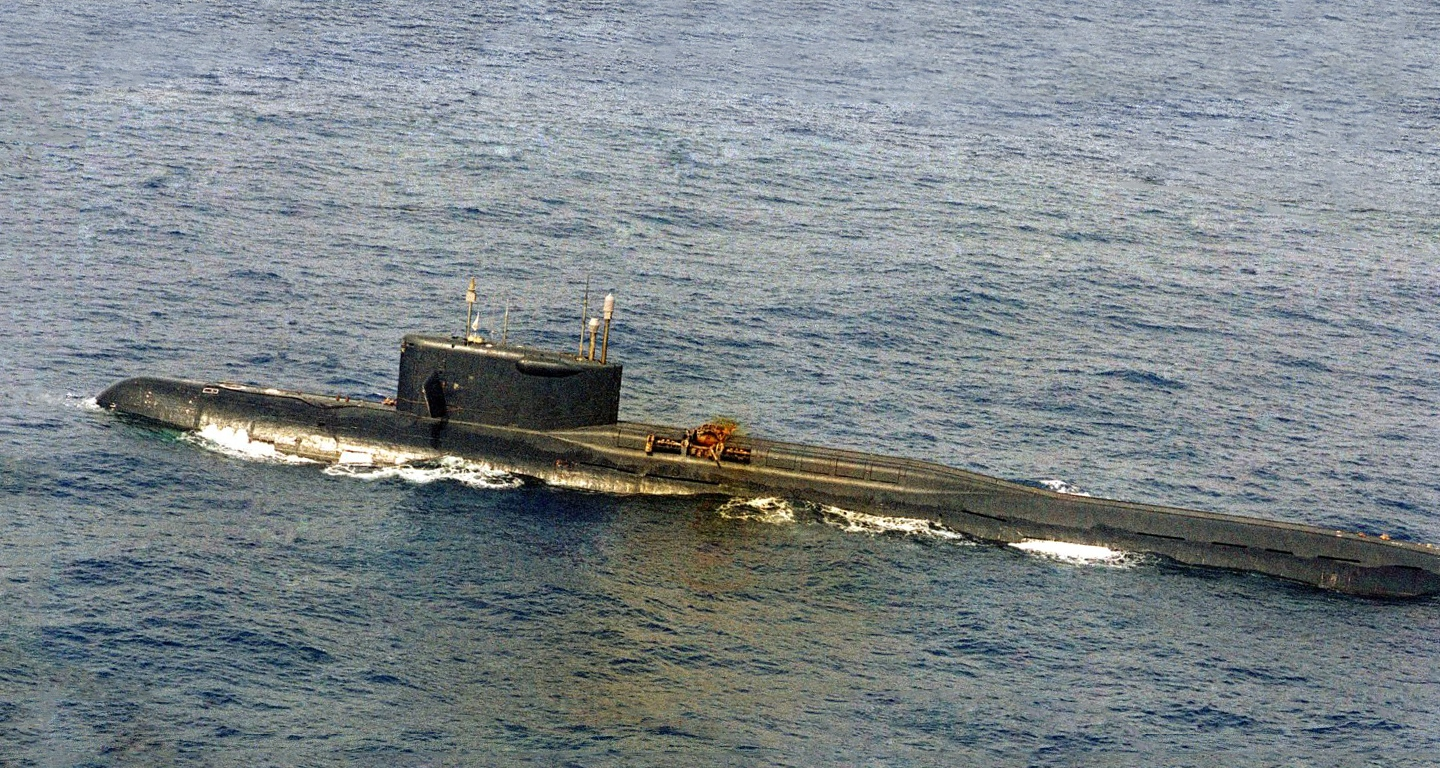
К-219. Атлантичний океан. 3 жовтня 1986

У списку перераховані всі затонулі з тих чи інших причин атомні підводні човни. Усього з 1955 по 2010 рік затонуло 8 атомних субмарин — 4 радянських, 2 російських, 2 американських — в результаті різних аварій: три — через технічні несправності, два — в результаті пожеж, два — через проблеми з озброєнням, причина загибелі одного човна достовірно невідома. Проблеми з ядерною енергетичною установкою спостерігалися тільки на К-27, вони не призвели до загибелі корабля, але стали причиною затоплення з метою утилізації. К-141 «Курськ» у 2001 році був піднятий, решта 7 кораблів перебувають на дні в різному ступені збереження.
- USS Thresher (SSN-593)
- USS Scorpion (SSN-589)
- К-8
- К-27
- К-219
- К-278 «Комсомолець»
- К-141 «Курськ»
- К-159